# Sticlă (obiect)

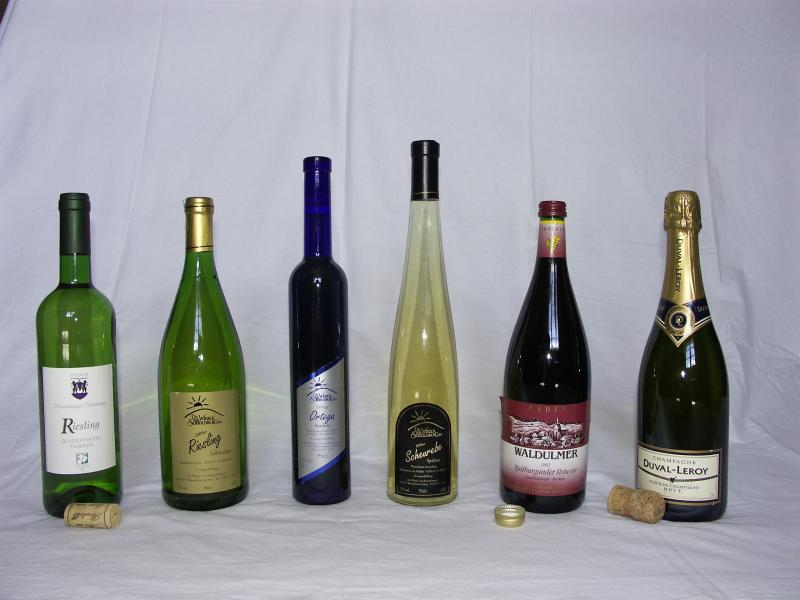
Sticle de băutură

O sticlă este un recipient, de obicei cu gât îngust, folosit la păstrarea lichidelor. Cele mai întâlnite sunt cele din sticlă (pentru păstrarea vinului, berii, laptelui, parfumului etc.) sau din plastic. 